# Michael Kors
Michael Kors, né le 9 août 1959 à Long Island, est un styliste américain créateur de la marque de prêt-à-porter qui porte son nom et président de Michael Kors Holdings Limited.

## Biographie

### Enfance et formation
Né Karl Anderson Jr, il change plus tard de prénom pour Michael David.  
À cinq ans, lors du second mariage de sa mère Joan avec Bill Kors, il donne son avis sur la robe de mariée,,.  
Il vit à Long Island puis part quelques années en Californie. « J'ai grandi dans une famille de personnes qui ont été obsédées par la mode » dira-t-il.  
Adolescent, il suit des cours de comédie ne sachant ni chanter ni danser correctement précise t-il. Puisqu'il dessine en permanence, sa mère, ancien mannequin pour la marque Revlon, l'encourage à faire des études de stylisme au FIT : « Je n'ai pas été au bout de ce parcours car j'avais, très tôt, une vision très nette de ce que je voulais créer et pourquoi. » Il y restera quelques mois,.  
En parallèle, il est vendeur dans une boutique de la 57e rue ayant une clientèle prestigieuse, « la formation dont j'avais besoin » précise-t-il. Il commence à dessiner ses propres créations qui rencontrent un certain succès, jusqu'à être remarqué par Vera Wang alors journaliste pour Vogue, puis surtout Dawn Mello de Bergdorf Goodman ; ceci marque le réel départ de sa carrière. 

### Création de sa marque
Il s'installe à Greenwich Village pour fonder, en 1981, sa marque de vêtements féminins, prolongation du sportswear, en vogue aux États-Unis, et devient le « King of American Sportswear ». Bien que mixant différentes tendances, « clinquant et subtil, sexy et sage, luxueux et ultrasimple » et parfois inspiré par Claire McCardell ou le style preppy, Michael Kors réalise des créations pratiques qui se coordonnent facilement.  
Utilisant des coupes simples et des couleurs sobres, il est souvent rattaché lors de ses premières années au mouvement de la mode minimaliste qui connait son apogée à partir des années 1990. « Faire simple est la chose la plus difficile du monde » dit-il. Son style se situe dans un univers s'inspirant du glamour et de la jet set tel que le définit Anna Wintour lors de son premier défilé qu'il organise en 1984, trois ans après sa première collection ; ce qu'il confirme en déclarant : « [S]porty, sexy et glam. C'est ma formule magique de mode. »
En 1995, il fonde une seconde ligne, du prêt-à-porter sous la marque Kors, tout en rencontrant des difficultés financières vers le milieu des années 1990. Michael Kors prend la direction artistique de Céline ; quatre mois plus tard, sa première collection pour la marque française est un succès. Il y restera jusqu'à la collection AH2004, avant de se consacrer exclusivement à sa marque pour la développer avec une ligne masculine, ainsi que de multiples accessoires dont notablement les sacs à main, vecteurs de son succès financier de nos jours. Les lignes de produits seront également complétées par des cosmétiques, parfums ou maquillage.
Alors déjà créateur reconnu, il devient juge au sein de l'émission Projet haute couture pendant onze saisons ; ce rôle lui donne une large reconnaissance publique. Sarcastique, il commente avec humour les créations présentées lors de l'émission jusqu'à ce que certaines de ses phrases deviennent cultes. Poussant les participants à donner plus et commentant sa perception de la création, il passe alors du statut de styliste à celui d'« éminence grise de la mode », tel que le décrit Lauren Hutton.
En 2009, le portrait officiel de Michelle Obama réalisé par la Maison-Blanche voit la première dame des États-Unis habillée dans une robe noire signée Michael Kors ; c'est la seconde fois que celle-ci porte publiquement une robe de ce créateur après s'être affichée en Narciso Rodriguez ou d'autres stylistes américains. En 2014, il ouvre une première boutique en Chine à Shanghai.
Michael Kors participe régulièrement à diverses actions caritatives et philanthropiques. Figure emblématique du prêt-à-porter américain,, ainsi que de la ville de New York, il dirige trois lignes de produits : Michael Kors Collection, Kors Michael Kors et Michael Michael Kors.

### Articles de presse
- « 34 pages signées Michael Kors », Gala, no 1090,‎ 30 avril 2014, p. 54 à et suiv. (ISSN 1243-6070)  Michael Kors est rédacteur en chef pour plusieurs pages de ce numéro du magazine et participe à divers reportages variés.
- Alice Pfeiffer, « La jet-set démocratique de Michael Kors », L'Express Styles, no 3286,‎ 25 juin 2014, p. 54 à 57